# バーゼル音楽院の人物一覧
バーゼル音楽院の人物一覧は、バーゼル音楽院に関係する人物の一覧記事。

## 著名な教職員

### 器楽奏者
- シャーンドル・ヴェーグ
- クリスティアン・ツィマーマン
- ボリス・ペルガメンシコフ
- エドゥアルト・ミュラー

### 作曲家
- ヴァルター・ガイザー
- ヘルマン・ズーター
- ハンス・フーバー
- ハンス・ウルリッヒ・レーマン

### その他
- フェリックス・ワインガルトナー

## 卒業生

### 器楽演奏家
- 新倉瞳
- 日渡奈那
- 上村文乃

### 作曲家
- ヴァルター・ガイザー
- ハインツ・ホリガー

### その他
- アルベルト・エレーデ
- マティアス・フォークト